# Федора (фильм)
«Федора» (англ. Fedora) — кинофильм режиссёра Билли Уайлдера, вышедший на экраны в 1978 году. Экранизация одноимённого рассказа Тома Трайона. Лента принимала участие в основной конкурсной программе Чикагского кинофестиваля.

## Сюжет
Знаменитая голливудская актриса Федора, которая последние годы не снималась, трагически погибает под колёсами поезда. Американский продюсер Барри Детвайлер, посетив в Париже пышное прощание с покойной, рассуждает о том, что именно его вмешательство запустило цепь событий, завершившуюся столь печальным образом. Пару недель назад он прибыл на остров Корфу, где на вилле уединённо проживала Федора, чтобы предложить ей вернуться в кино и сыграть главную роль в новой экранизации «Анны Карениной». Очень быстро мистер Детвайлер понимает, что перед ним стоит непростая задача, ибо за каждым шагом «звезды» зорко следит хозяйка виллы графиня Собрянски и её личный врач доктор Вандо. Тем не менее, ему удаётся передать на виллу сценарий. Спустя несколько дней он получает от графини приглашение посетить её жилище...

## В ролях
- Уильям Холден — Барри Детвайлер
- Марта Келлер — Федора
- Хильдегард Кнеф — графиня Собрянски
- Хосе Феррер — доктор Вандо
- Фрэнсис Стернхаген — мисс Бальфур
- Марио Адорф — менеджер отеля
- Стивен Коллинз — Барри в молодости
- Генри Фонда — президент Академии
- Майкл Йорк — камео
- Ханс Ярай — граф Собрянски
- Готфрид Йон — шофёр Критос
- Арлин Френсис — диктор новостей